# Annie Cannon
Annie Jump Cannon (Dover (Delaware), 11 december 1863 – Cambridge (Massachusetts),  13 april 1941) was een Amerikaans astronome, werkzaam bij de Harvard-sterrenwacht, aanvankelijk bij de Harvard Computers. Zij werd vooral bekend door haar onvermoeibare werk aan de catalogisering van sterren aan de hand van hun spectra, aan het begin van de 20e eeuw.  Uit haar jarenlange arbeid kwam de Henry Draper Catalog voort, waarin zo'n 225.000 sterren gecategoriseerd worden naar hun spectraalklasse.
Cannon bestudeerde honderdduizenden glasplaten met spectra van sterren. Daardoor ontdekte ze bepaalde patronen, die ze onderbracht in eenvoudige reeksen. Zij was de eerste die een typering invoerde op kleur in plaats van op de sterkte van de waterstoflijnen in het spectrum, wat tot dan toe gebruikelijk was. De indeling is als volgt:
1. Hete, blauwe of witte sterren 
  1. type O (blauw)  - temperatuur 50.000 K (kelvin)
  2. type B (blauw)  - temp. 33.000 K
  3. type A (wit)    - temp. 11.000 K
2. Gele of oranje, zonachtige sterren
  1. type F (wit)    - temp. 8000 K
  2. type G (geel)   - temp. 6000 K   (bijvoorbeeld de zon)
  3. type K (oranje) - temp. 5000 K (bijvoorbeeld Dubhe, alpha Ursae Majoris)
3. Koele, rode sterren 
  1. type M (rood)   - temp. 3600 K

Het systeem van Annie Jump Cannon is nog altijd in gebruik.
Cannon ontving in 1921 een eredoctoraat van de Rijksuniversiteit Groningen. In 1925 was ze de eerste vrouw die een eredoctoraat ontving aan de Universiteit van Oxford. In 1931 kreeg ze de Henry Draper medaille.
De Annie Jump Cannon Prijs in Astronomie, de maankrater Cannon en de planetoïde (1120) Cannonia zijn naar haar vernoemd. 